# Past To Present 1977 — 1990
«Past To Present 1977 — 1990» — це перший альбом-компіляція каліфорнійського гурту «Toto», яка була видана у травні 1990 року, лейблом Columbia. Крім дев'яти хіт-синглів, збірка містить чотири нові пісні (означені [#]) записані разом з вокалістом Жаном-Мішелєм Байроном.
«Past To Present 1977 — 1990» піднявся лише до #153 сходинки у альбомному чарті Billboard 200, хоча і здобув платиновий диск від RIAA.

## Композиції
1. "Love Has the Power" [#]
2. "Africa"
3. "Hold the Line"
4. "Out of Love" [#]
5. "Georgy Porgy"
6. "I'll Be Over You"
7. "Can You Hear What I'm Saying" [#]
8. "Rosanna"
9. "I Won't Hold You Back"
10. "Stop Loving You"
11. "99"
12. "Pamela"
13. "Animal" [#]
14. Бонусні матеріали

## Сингли
- Love Has the Power / The Seventh One
- Love Has the Power / The Seventh One / Can you hear what I'm saying (12"/CD)

- Out of Love / Moodido (The Match)
- Out of Love / Moodido (The Match) / I'll Supply the Love (12"/CD)

- Africa / We Made It (re-release)
- Africa / We Made It / Rosanna (CD)
- Africa / Can You hear what I'm saying / Georgy Porgy / Waiting for your love (CD released in UK)

- Can You Hear What I'm Saying / I'll Be Over You
- Can You Hear What I'm Saying / I'll Be Over You / Hold The Line (live) (CD)

- Africa / Africa (live)
- Africa / Africa (live) / I'll Be over you (live) (CD)